# Кім Ин Цжун
Кім Ин Цжун (кор. 김은중, 金恩中, 20 січня 1959) — південно-корейський дипломат. Надзвичайний і повноважний посол Південної Кореї в Україні.

## Біографія
Народився 20 січня 1959 року. Здобув ступінь бакалавра в Сеульському національному університеті та ступінь магістра міжнародних відносин в Університеті Тафтса (США), магістр міжнародні відносини (1987). Джорджтаунський університет, Вашингтон, США (2010).
З 1981 року на дипломатичній службі в Міністерстві закордонних справ і торгівлі Республіки Корея.
З 1988 — Консул Кореї в Лос-Анджелесі, США.
З 1994 — перший секретар Корейського Посольства у Російській Федерації.
З 1999 — директор Східноєвропейського відділу, Департамент європейських справ, Міністерство іноземних справ і торгівлі.
З 1999 — радник Посольства Кореї у Німецькій Федеративній Республіці.
З 2002 — радник Посольства Кореї у Російській Федерації.
З 2004 — заступник директора з Протоколу МЗС і торгівлі.
З 2007 — працює у Секретаріаті Національної Асамблеї.
З 2008 — генеральний директор Департаменту європейських справ МЗС і торгівлі.
З березня 2011 року — Надзвичайний і Повноважний Посол Республіки Корея в Україні та Республіці Молдова.